# 주세페 카스파르 메초판티

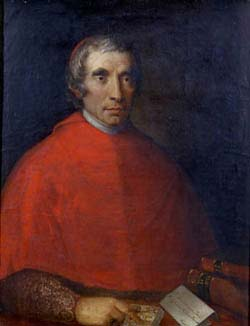
주세페 카스파르 메초판티.

주세페 카스파르 메초판티(이탈리아어: Giuseppe Caspar Mezzofanti, 1774년 9월 19일 ~ 1849년 3월 15일)는 이탈리아의 추기경이자 문헌학자이며, 무려 72개 국어를 구사하는 것으로 알려져 있다.
볼로냐 출신이며, 신학을 전공해 1797년 사제로 임명되었다. 같은 해에 볼로냐 대학교의 아랍어 교수로 취임했으나, 치살피나 공화국에의 충성 선서를 거부해 파면되었다.